# Peinture d'histoire
 (juin 2021).
Si vous disposez d'ouvrages ou d'articles de référence ou si vous connaissez des sites web de qualité traitant du thème abordé ici, merci de compléter l'article en donnant les références utiles à sa vérifiabilité et en les liant à la section « Notes et références ».

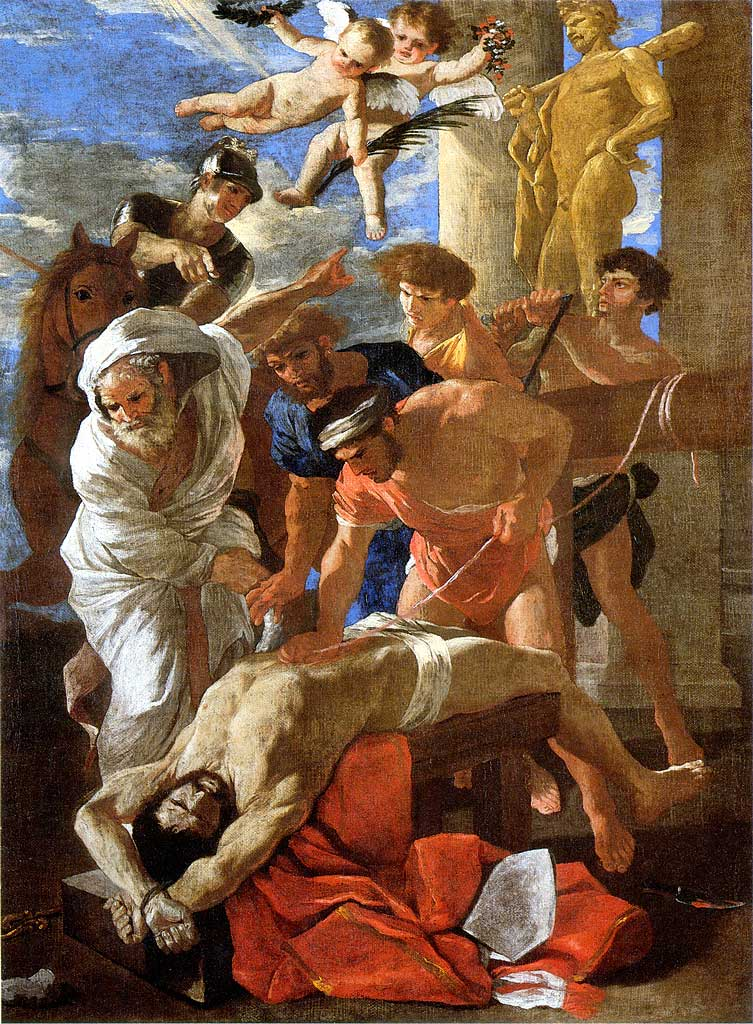
Le Martyre de saint Érasme, modello, v. 1628: H. 99 cm ; L. 74 cm, (tableau de la basilique Saint-Pierre de Rome: 320 × 186 cm). Nicolas Poussin. Musée des beaux-arts du Canada.

La peinture d’histoire, ou peinture historique, est un genre de peinture qui s’inspire de scènes issues de l’histoire, en général, qu'il s'agisse de l'Histoire, avec une majuscule, celle des grands évènements politiques, les crises, les guerres, les couronnements et la chute des puissants, des évènements dramatiques à portée morale ou bien l'histoire qui illustre un texte, qu'il s'agisse de l'Histoire sainte, de l’histoire antique (mésopotamienne, égyptienne, grecque, romaine…), de la mythologie.

## Histoire de l'art occidental

### Initialement
En 1667 André Félibien, théoricien du classicisme français, la considère comme le sommet de la hiérarchie des genres de la peinture. Cette primauté s'est atténuée, de la fin du XVIIIe au XIXe siècle avec l'essoufflement du classicisme, au profit d'autres genres tels que le portrait et le paysage.
La peinture consiste en la représentation de sujets religieux, mythologiques, historiques, allégoriques ou issus de la littérature et sous-tend une interprétation de la vie ou exprime un message moral ou intellectuel. La peinture de genre représente comme la peinture d'histoire, des anecdotes sans prétendre à participer à un enseignement civique et moral.
Les dieux et déesses de la mythologie ancienne représentent alors différents aspects du psychisme humain, les figures religieuses représentent des idées, des préceptes. Les sources d’inspiration, de quelque sorte qu’elles soient, sont prétextes à une expression dialectique ou satirique du sujet.
La peinture d’histoire était l’occasion pour l'artiste de montrer sa capacité technique et ses talents pour la composition. Il s'agissait de raconter un épisode de façon efficace ou dramatique, en respectant les règles canoniques d’ordre, de clarté et de beauté. 

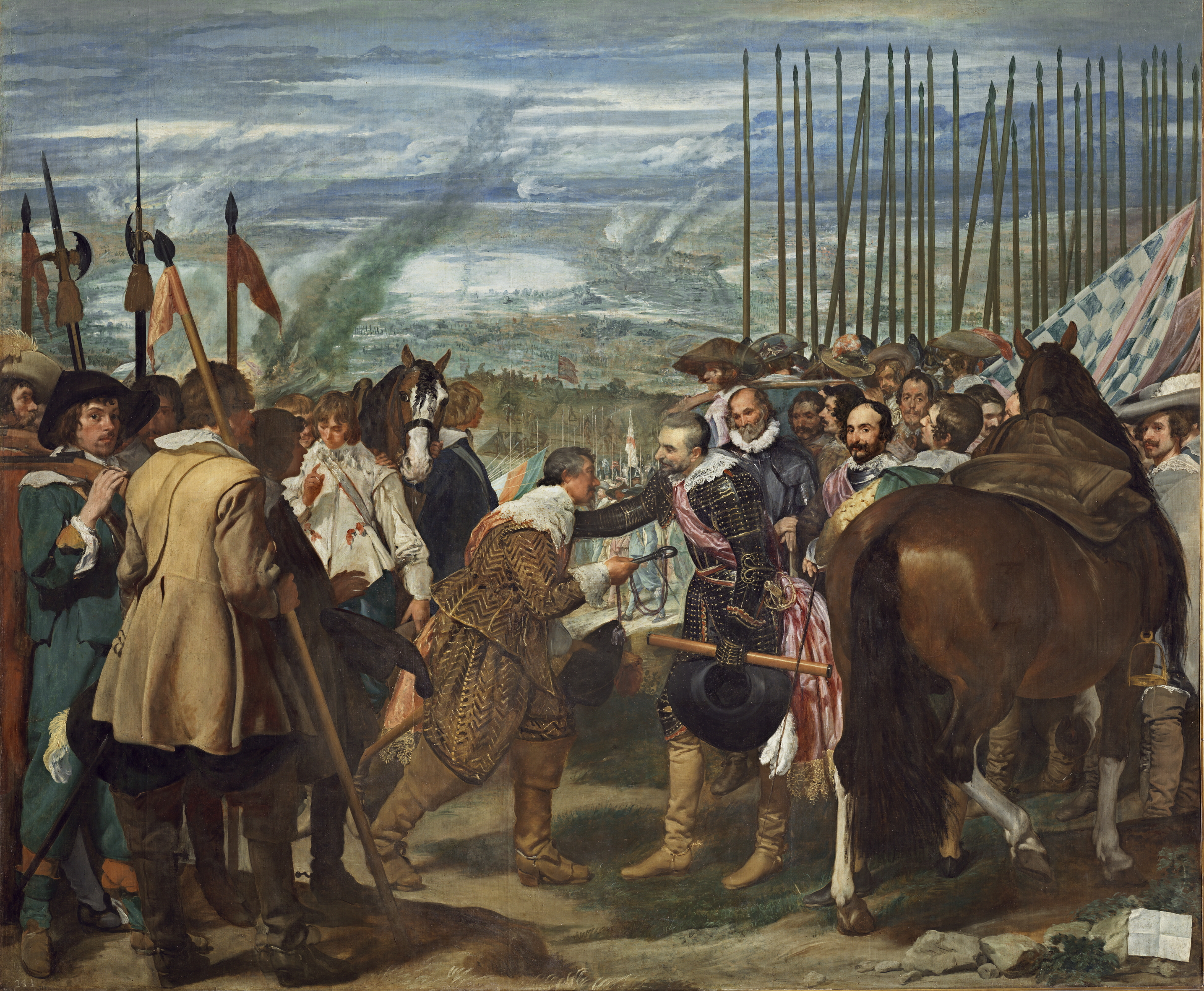
La Reddition de Breda (v. 1635), Diego Vélasquez, Hauteur : 3,07 m ; Largeur : 3,67 m. Musée du Prado
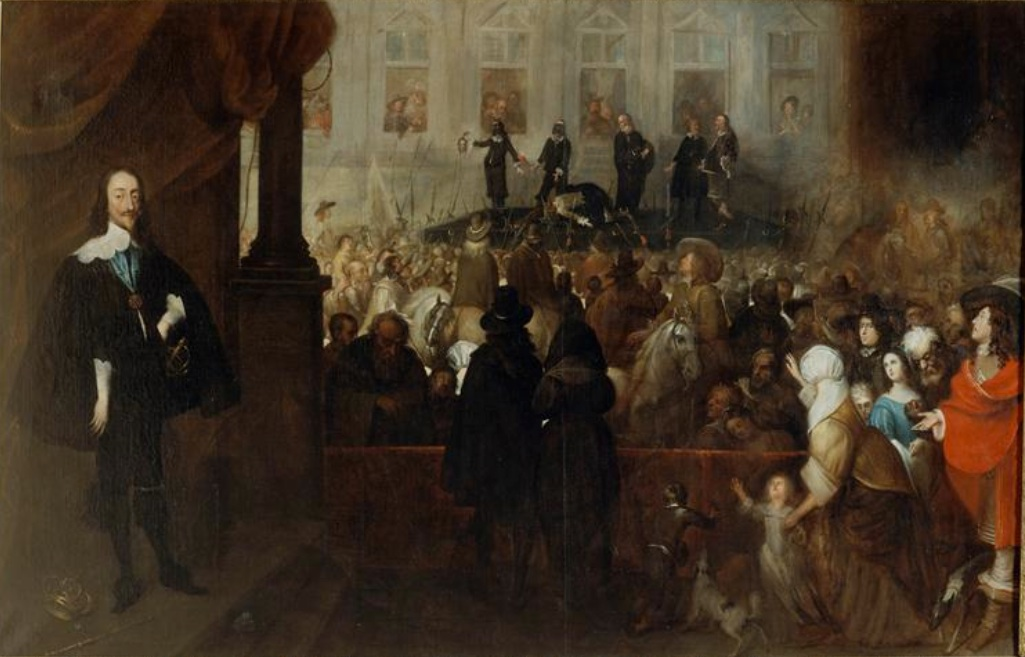
Exécution de Charles Ier d'Angleterre de Gonzales Coques, réalisé vers 1650, H. 1,37 m ; L. 2,15 m, Musée de Picardie d'Amiens
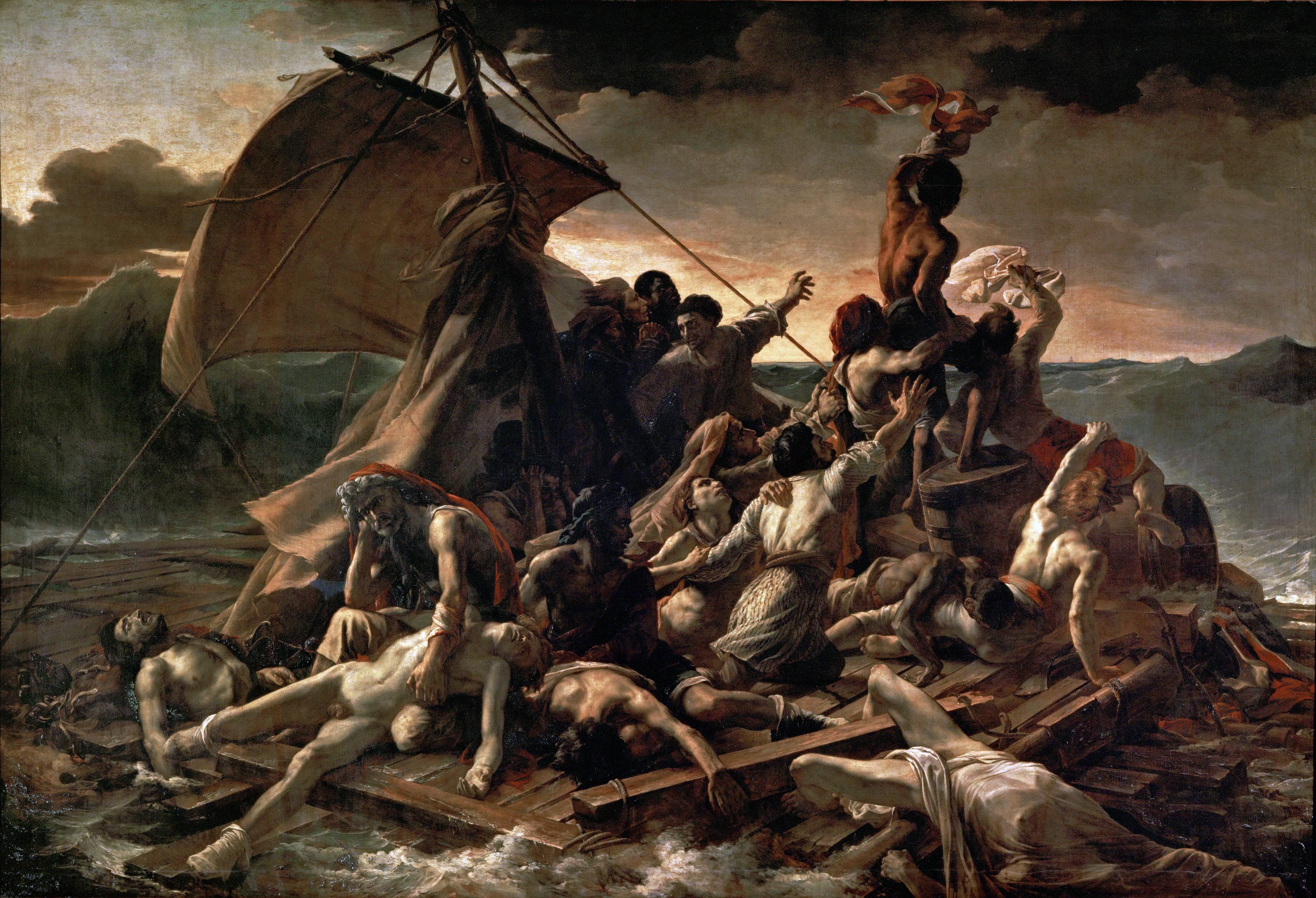
Le Radeau de La Méduse, 1818-19. Géricault. H. 4,91 m ; L. 7,16 m. Musée du Louvre
Le Dernier Jour de Pompéi (1827-1833), Karl Brioullov. 4,56 m ; L. 6,51 m. Musée Russe de Saint-Pétersbourg

### Un exemple auXVIIIesiècle
François Boucher, plus connu aujourd'hui pour ses scènes du style rocaille, fut reçu comme peintre d'histoire, à l’Académie royale sur présentation de son tableau de 1732, Renaud et Armide, aujourd’hui conservé au musée du Louvre.

### Thèmes courants du néo-classicisme et du romantisme
Fréquemment, et en particulier lors du développement du néo-classicisme, après la Révolution française et durant le XIXe siècle, la peinture d’Histoire se concentre sur la représentation de héros, le plus souvent masculins, nus ou partiellement dévêtus, en reprenant la convention du Nu dans la Grèce antique (le Nu, en tant que genre artistique). Le romantisme préfère évoquer les sentiments : espoir et désespoir dans Le Radeau de la Méduse de Théodore Géricault en 1819 et dans Scènes des massacres de Scio de Delacroix en 1822, où les circonstances dramatiques justifient la nudité. En 1830, La Liberté guidant le peuple emprunte aux codes de l'allégorie et de la peinture d'histoire.

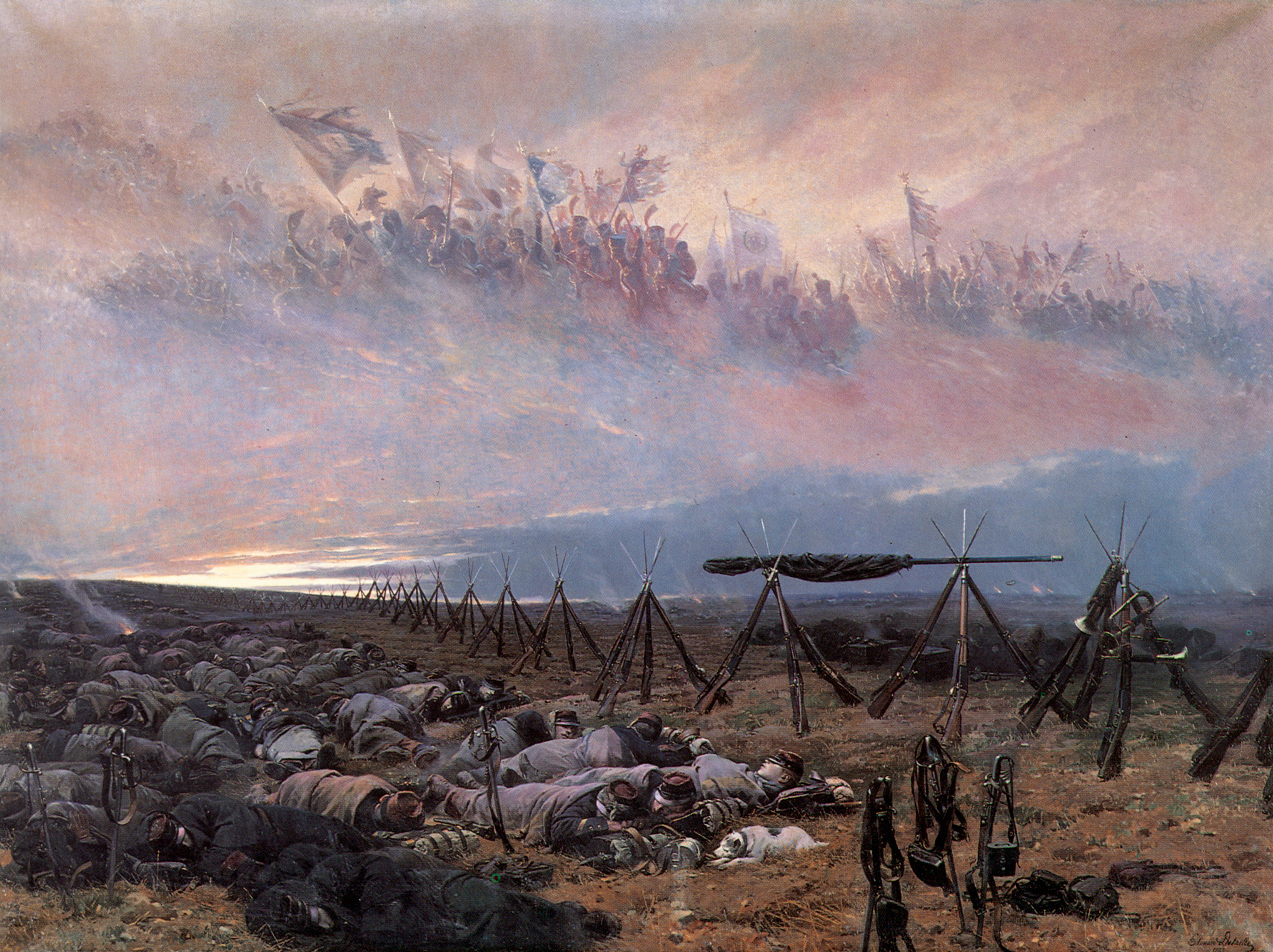
Le Rêve, Édouard Detaille, 1888, H. 3 m ; L. 4 m. Musée d'Orsay

### Évolution auXIXesiècle
Au cours du XIXe siècle, la peinture d'histoire connaît une période de transition pendant laquelle de nombreux artistes copient des styles ou des artistes anciens. En 1847, c'est le cas du tableau de Thomas Couture, Les Romains de la décadence. À la fin de ce siècle, cet historicisme débouche sur la peinture dite académique.[réf. nécessaire] C'est ce que l'on constate avec Caïn fuyant avec sa famille, de Fernand Cormon en 1880 ou Le rêve, de Édouard Detaille, en 1888, où les conscrits de la Troisième République rêvent de la gloire de leurs prédécesseurs héroïques. En partie  par réaction, la naissance du modernisme voit certains peintres s'emparer du grand format, traditionnellement réservé aux peintures d'histoire, pour y développer des scènes de la vie moderne, comme, en 1849-50, Un enterrement à Ornans de Courbet et, en 1863, Le Déjeuner sur l'herbe de Manet.

### AuXXesiècle
La peinture d'histoire est souvent associée à l'art académique. Mais elle connaît un renouveau au XXe siècle. Le Guernica de Picasso est sans doute l'exemple le plus saisissant de cette divergence esthétique. Dans ce tableau, Picasso n’a pas représenté un événement du passé et n'a pas mis en avant des personnages célèbres et identifiables. Il ne met pas en scène des héros, mais montre les victimes civiles et anonymes du bombardement. 
Mais au delà de l'aspect esthétique, la peinture d'histoire connaît aussi une évolution conceptuelle. Le diptyque Bolivar, luz y penumbras (d'après Goya) de Braun-Vega ne se contente pas de représenter Bolivar à Cuzco le 4 juillet 1825 comme le ferai une peinture académique, il met aussi en perspective la colonisation à l'époque de Bolivar avec le néo-colonialisme des États-Unis en Amérique du Sud à l'époque du peintre.